# Henriette Bienfait

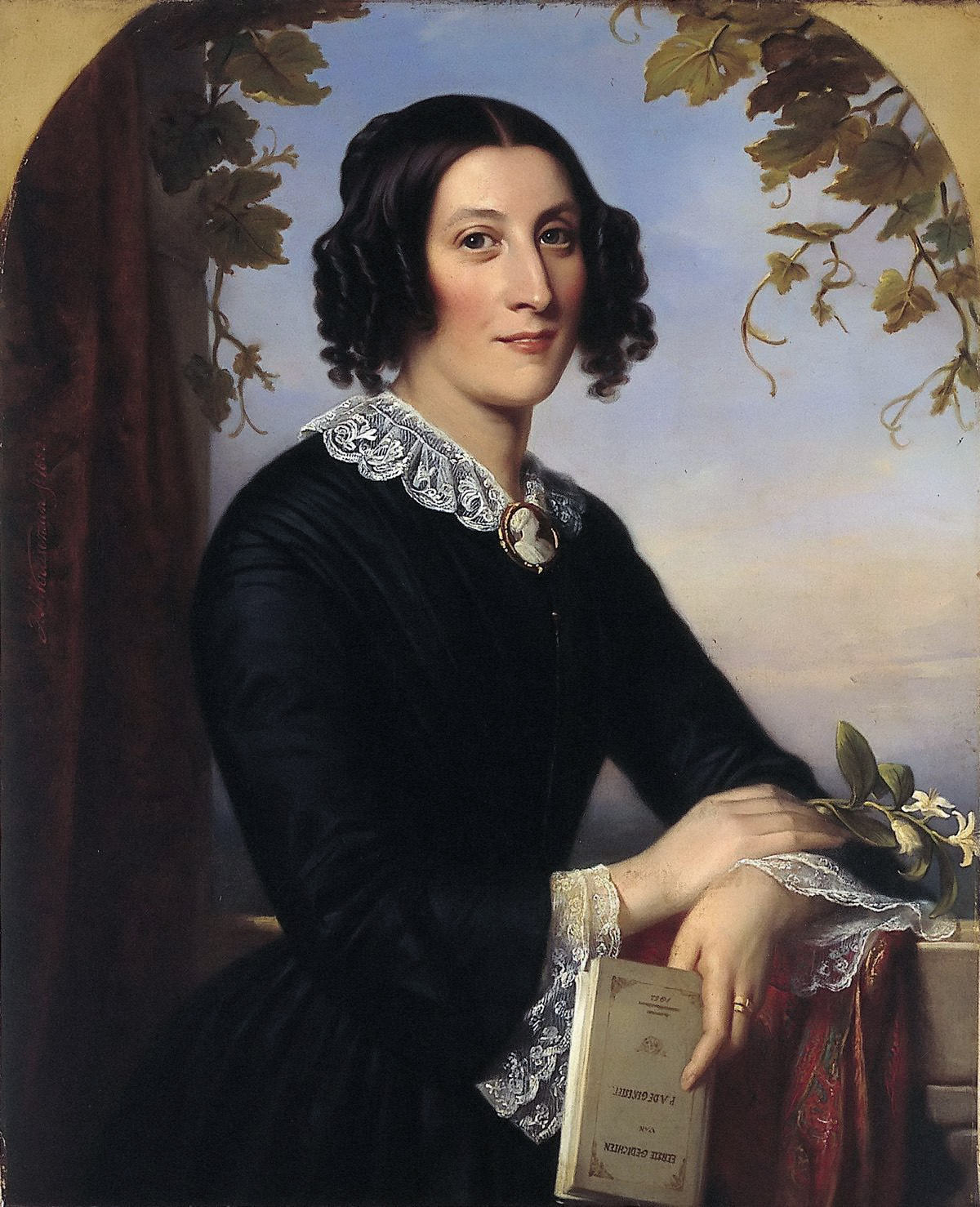
Henriette Bienfait in 1852, geschilderd door de pleegvader van haar echtgenoot, Jan Adam Kruseman

Henriette Elisabeth Jaqueline Bienfait (Amsterdam, 28 februari 1824 - 20 november 1859) was de vrouw van de in zijn tijd zeer bekende dichter en dominee Petrus Augustus de Génestet (1829-1861). Ze stamde uit een familie van hugenoten die na het Edict van Fontainebleau naar Amsterdam was uitgeweken. Haar vader, Louis Pierre Bienfait, was eigenaar van de Amsterdamse handelsfirma Louis Bienfait en Soon. Deze handelsfirma was door haar overgrootvader Louis Bienfait (1723-1786) opgericht in 1781 en had toen grote belangen in Suriname.
Het paar leerde elkaar kennen in 1843. Na hun huwelijk in 1852 vestigden ze zich in Delft, waar ze vier kinderen kregen. In 1859 overleed Henriette Bienfait aan tuberculose. De volgende jaren overleden haar zoontje Pieter (1860) en haar man (1861) aan dezelfde ziekte. Opvallend is, dat haar echtgenoot reeds in 1851 een gedicht had geschreven, genaamd "Het haantje van de toren", waarin de dood van een jonge vrouw wordt beschreven op haast identieke manier als de dood van zowel De Génestet zelf als zijn vrouw en zijn kind, jaren later. Na de geboorte van zijn zoontje in mei 1859 schreef De Génestet Op een kind in Mei geboren, hij voegde er na de dood van zijn vrouw en zoontje een strofe aan toe Een logen bleek ’t lied van Mei....... Het gedicht Liefde is door De Génestet in zijn sterfjaar gewijd aan zijn echtgenote Henriette Bienfait.
Op haar portret, geschilderd in 1852 door Jan Adam Kruseman (de pleegvader van haar man), staat zij afgebeeld met in haar linkerhand een exemplaar van de bundel Eerste gedichten, geschreven door haar man en uitgegeven in het jaar waarin het portret geschilderd werd. Haar portret is in het bezit van de Nederlandse staat en door deze in bruikleen gegeven aan het Rijksmuseum Twenthe in Enschede.